# DN29F
De DN29F (Drum Național 29F of Nationale weg 29F) is een weg in Roemenië. Hij loopt van Vorniceni naar Cristinești. De weg is 30 kilometer lang. 